# Вімблдонський турнір 2008
Вімблдо́нський турні́р 2008 — тенісний турнір, що проходив на трав'яних тенісних кортах Всеанглійського клубу лаун-тенісу і крокету. Це був третій турнір Великого шолома 2008 року. Турнір проходив з 23 червня по 6 липня.

## Фіналісти та переможці
Чоловіки, одиночний розряд
 Рафаель Надаль переміг  Роджера Федерера, 6–4, 6–4, 6–7(5), 6–7(8), 9–7
Жінки, одиночний розряд
 Вінус Вільямс перемогла  Серену Вільямс, 7–5, 6–4
Чоловіки, парний розряд
 Деніел Нестор /  Ненад Зімоньїч перемогли  Йонаса Бйоркмана /  Кевіна Ульєтта, 7–6(12), 6–7(3), 6–3, 6–3
Жінки, парний розряд
 Серена Вільямс /  Вінус Вільямс перемогли  Лізу Реймонд /  Саманту Стосур, 6-2, 6-2
Мікст
 Боб Браян /  Саманта Стосур перемогли  Майка Браяна /  Катарину Среботнік, 7–5, 6–4